# Anthony Delhalle
Anthony Delhalle (Chartres, 11 de enero de 1982 – Nogaro, 9 de marzo de 2017) fue un piloto de motociclismo francés. Pilotó la Suzuki GSX-R1000 en el Campeonato Europeo de Superbikes y al Mundial de Resistencia. Murió el 9 de marzo de 2017, después de una caída en unos entrenamientos en el Circuito Paul Armagnac cerca de Nogaro donde se rompió el cuello.

## Resultados

### Campeonato Mundial de Motociclismo
Sistema de puntuación de 1993 hasta 2022:
| Posición | 1.º | 2.º | 3.º | 4.º | 5.º | 6.º | 7.º | 8.º | 9.º | 10.º | 11.º | 12.º | 13.º | 14.º | 15.º |
| Puntos   | 25  | 20  | 16  | 13  | 11  | 10  | 9   | 8   | 7   | 6    | 5    | 4    | 3    | 2    | 1    |

#### Carreras por año
| Año  | Cat.  | Moto      | 1      | 2     | 3     | 4       | 5       | 6     | 7     | 8     | 9     | 10    | 11    | 12    | 13    | 14    | 15    | 16    | 17    | Pos. | Pts. |
| ---- | ----- | --------- | ------ | ----- | ----- | ------- | ------- | ----- | ----- | ----- | ----- | ----- | ----- | ----- | ----- | ----- | ----- | ----- | ----- | ---- | ---- |
| 2010 | Moto2 | BQR-Moto2 | QAT 25 | SPA - | FRA - | ITA Ret | GBR Ret | NED - | CAT - | GER - | CZE - | IND - | RSM - | ARA - | JPN - | MAL - | AUS - | POR - | VAL - | 0    | -    |